# Magnésie du Méandre
Pour les articles homonymes, voir Magnésie.
Magnésie (en grec ancien : Μαγνησία τοῦ Μαιάνδρου) est un site archéologique de Turquie et une cité grecque d'Ionie fondée vers 530 av. J.-C. non loin d'Éphèse et de Priène. Aristote dit dans ses Commentaires que les Magnésiens des bords du Méandre sont une colonie de Delphes. Le site est situé près du village de Tekin dans le district de Germencik de la province d'Aydın au bord de la route D525.
Occupée par les Perses au IVe siècle av. J.-C., elle fut refondée sur un autre site, sur le fleuve Méandre, dans un lieu nommé Leucophrys (littéralement Sourcils blancs), autour d'un sanctuaire dédié à la déesse Artémis, sœur jumelle d'Apollon,. La situation de la ville initiale est inconnue, mais sans doute est-elle sur les rives du Méandre.
Son plan hippodaméen ainsi que plusieurs monuments furent conçus par l'architecte et urbaniste Hermogène. Trois campagnes de fouilles y furent menées au XIXe siècle pour les musées d'İstanbul, de Berlin et du Louvre. Sa grande agora dallée de 26 000 m2 est entourée de portiques. De nombreux fragments sont actuellement exposés au musée de Pergame de Berlin. Les fouilles ont été reprises par Orhan Bingöl, professeur à l'université d'Ankara.
Ignace d'Antioche fait référence à la ville dans la Lettre aux Magnésiens.

## Les bâtiments religieux
- Le grand autel : C'est un autel en forme de pi dont le modèle se met en place à l'époque hellénistique, comme à Pergame, mais dont la restitution n'est pas assurée.
- Le temple d'Artémis Leucophryène : c'est un temple pseudodiptère de huit colonnes par quinze, typologie propre à Hermogène. Il présente un fronton ouvert de trois baies quadrangulaires destinées à éclairer, d'après Orhan Bingöl, la statue de culte d'Artémis. Sa frise, conservée au Louvre, représente une amazonomachie, et c'est une des mieux conservées de l'Antiquité.
- Le temple de Zeus Sosipolis : construit par Hermogène au début du IIe siècle av. J.-C., il se trouve sur l'agora. C'est un petit temple de style ionique construit après une victoire de la cité sur Milet. Ouvert vers l'ouest, ce temple prostyle tétrastyle (4 colonnes en façade) présente un pronaos (ou vestibule) et un opisthodome de mêmes dimensions.

## Les édifices de la période romaine
Le théâtre est 500 m au sud-ouest du site en bord de route. Entre le temple d'Artémis et le théâtre se trouve un odéon et, plus loin, un autre théâtre inachevé. Un stade de 25 000 places, dégagé récemment, se trouve plus à l'est. Il y a aussi un gymnase sur le modèle de celui de Milet et des bains. Une basilique civile romaine a été ajoutée ultérieurement, et s'ouvre sur l'agora, en face du temple de Zeus Sosipolis. Un rempart est venu plus tard protéger le sanctuaire.

## Édifice de la période musulmane
Le seul édifice datant de la période musulmane est une mosquée en ruine datant du XVe siècle. Ces ruines sont dans la zone au bord de la route.